# Parafia Trójcy Świętej w Rudyszwałdzie
Parafia Trójcy Świętej w Rudyszwałdzie – rzymskokatolicka parafia znajdująca się w Rudyszwałdzie. Parafia należy do dekanatu Tworków i diecezji opolskiej.

## Historia
Została wymieniona w spisie świętopietrza, sporządzonym przez archidiakona opolskiego Mikołaja Wolffa w 1447, pośród innych parafii archiprezbiteratu (dekanatu) w Raciborzu, pod nazwą Ridiswalde.
W granicach Polski i diecezji opolskiej od końca II wojny światowej.